# Малахов, Андрей Николаевич
Андрей Никола́евич Мала́хов (род. 11 января 1972, Апатиты, Мурманская область) — российский тележурналист, шоумен, продюсер, актёр, главный редактор журнала «StarHit» в 2007—2019 годах, преподаватель курсов журналистики в РГГУ. Ведущий программ «Малахов» (с 2017 года), «Привет, Андрей!» (с 2017 года), «Танцы со звёздами» (с 2020 года) и «Песни от всей души» (с 2022 года) на телеканале «Россия-1». До этого на протяжении 25 лет работал на «Первом канале»: в ИТА РГТРК «Останкино» (1992—1995), Дирекции утреннего телеканала ОАО (до 1998 года — ЗАО) «ОРТ» (1995—2001), ведущим различных программ и спецпроектов (2001—2017), самым известным и продолжительным из которых было ток-шоу «Пусть говорят».

## Биография
Родился 11 января 1972 года в городе Апатиты (Мурманская область).
Учился в одном классе с DJ Грувом. Окончил школу с серебряной медалью, получил музыкальное образование (музыкальная школа) по классу скрипки.
Почти каждое лето школьных каникул проводил в доме дедушки и бабушки со стороны отца в с.Городище Старооскольского района Белгородской области. Это было обусловлено более теплым климатом чем в Мурманской области
В 1995 году окончил с красным дипломом факультет журналистики МГУ, в 2003 году — с отличием юридический факультет Российского государственного гуманитарного университета (РГГУ).
В течение полутора лет стажировался в Мичиганском университете в США. Ещё во время учёбы проходил практику в отделе культуры газеты «Московские новости», был автором и ведущим программы «Стиль» на радио «Maximum».
С 22 ноября 2007 по декабрь 2019 года — главный редактор глянцевого журнала «StarHit» (весь период существования журнала).
Преподавал в РГГУ основы журналистики. Преподаватель Первой Медиа Академии МИРБИС.
В сентябре 2017 года основал телекомпанию «ТВ Хит», которая занимается производством телепроектов. Занял должность генерального продюсера телекомпании, а возглавила телекомпанию Александра Новикова. Среди проектов, выпущенных телекомпанией, — развлекательное шоу «Смотреть до конца» на канале «Россия-1», премьера которого состоялась в январе 2021 года.

### Семья
Отец Николай Дмитриевич Малахов (1946 или 1947, Старый Оскол — 22 марта 2006, Москва), геофизик (был направлен в город Апатиты, после окончания Старооскольского геологоразведовательного техникума, изучать ископаемые Кольского полуострова), инженер, в последние годы работал в строительной компании, умер от тяжёлой болезни сердца в возрасте 59 лет. Мать Людмила Николаевна Малахова (род. 1941), была воспитателем и заведующей в детском саду.
Жена с 2011 года — Наталья Шкулёва (род. 31 мая 1980), издатель российской версии журнала Elle, дочь журналиста и издателя газет и журналов Виктора Шкулёва. Свадьба прошла в Версальском дворце в Париже. Сын Александр (род. 16 ноября 2017).
Крёстный отец Аллы-Виктории (с 8 апреля 2012) и Мартина (с 9 июня 2013) — детей Филиппа Киркорова.
Дальние родственники Андрея Малахова по линии отца живут в Судане, Йемене, Саудовской Аравии, Азербайджане и Дагестане, а по материнской — в России, США, Мексике и Бразилии.

## Телевидение

### «1-й канал Останкино» / «ОРТ» / «Первый канал» (1992—2017)
С 1992 года делал сюжеты для программы «Воскресенье с Сергеем Алексеевым», озвучивал и писал авторские тексты для рубрики «Погода на планете».
С 1995 года — редактор международной информации программы «Телеутро», автор и ведущий рубрики «Стиль».
С 1996 по 2001 год — специальный корреспондент и ведущий программы «Доброе утро» (до января 1997 года — «Телеутро»).
С 23 июля 2001 по 2 июля 2004 года — ведущий программы «Большая стирка».
С 13 сентября 2004 по 29 июля 2005 года — переименовали «Пять вечеров» С 30 августа 2005 по 7 августа 2017 года — переименовали «Пять вечеров» на «Пусть говорят».
С февраля 2004 по 2 декабря 2005 года — ведущий телеверсии интерактивного музыкального хит-парада «Золотой граммофон». С 2005 по январь 2008 года был ведущим программы «Золотой граммофон» на «Русском радио».
С 10 апреля по 19 мая 2006 года — соведущий телепередачи о народной медицине «Малахов+Малахов» в паре со своим однофамильцем, целителем Геннадием Малаховым.
С 30 сентября 2006 по 10 июня 2007 года — ведущий интерактивного музыкального хит-парада «Высшая лига», отдалённо напоминавшего «Золотой граммофон».
В сентябре 2007 года был ведущим второго конкурсного дня фестиваля «Пять звёзд» вместе с певицей и телеведущей Анной Седоковой.
В 2008 году Малахов был приглашён в жюри Высшей лиги КВН. Также он участвовал во втором сезоне телепроекта «Первого канала» «Две звезды» в паре с певицей Машей Распутиной.
В мае 2009 года был ведущим полуфиналов «Евровидения» в Москве в паре с моделью Натальей Водяновой, а также соведущим на церемонии открытия «Евровидения» в паре с певицей Алсу.
Малахов вызвал негативную реакцию у иностранных журналистов уровнем владения английским языком.
С 24 июля 2010 по 3 июля 2012 года являлся ведущим телепередачи «Детектор лжи».
Комментировал гала-концерт «Минута славы» (эфир от 25 декабря 2010 года), был ведущим нескольких праздничных и тематических концертов, в подготовке которых принимал участие «Первый канал».
С 1 сентября 2012 по 1 июля 2017 года — ведущий субботнего ток-шоу «Сегодня вечером с Андреем Малаховым».
7 февраля 2015 года был одним из трёх ведущих телемарафона «Первый Олимпийский. Год после игр».
С 4 апреля 2015 по 14 февраля 2016 года — ведущий передачи об истории вещей «Барахолка».
31 июля 2017 года стало известно, что Андрей Малахов не вернётся на «Первый канал» в новом телесезоне в связи с внутренним конфликтом в команде ток-шоу «Пусть говорят». Также сообщалось, что Малахов покидает ток-шоу из-за резко увеличившегося числа выпусков на политические темы, хотя эти данные не получили подтверждения.
7 августа 2017 года издание «Elle» сообщило, что Малахов покидает «Пусть говорят» из-за того, что он уходит в «декретный отпуск», так как, по информации издания, жена Малахова (она же — главный редактор журнала) Наталья Шкулёва беременна. Этим же днём агентство «РИА Новости» сообщило, что Андрей Малахов написал заявление об увольнении с «Первого канала».
11 августа 2017 года телеканал «Дождь» распространил видеозапись, на которой ведущий «Вечерних новостей» на «Первом канале» Дмитрий Борисов обсуждает с гостями программы уход Андрея Малахова.
В этой программе, которая вышла в эфир 14 августа, обсуждались все запоминающиеся моменты существования передачи и её ведущего за прошедшие 16 лет со дня основания. Борисов стал ведущим и дальнейших выпусков «Пусть говорят».
18 августа пресс-служба «Первого канала» заявила о том, что «программа „Сегодня вечером“ будет обновлена», фактически подтвердив уход Андрея Малахова с телеканала.
Ведущими программы стали Максим Галкин и Юлия Меньшова.
Заработок Андрея Малахова во время работы на «Первом канале» составлял 50 тысяч долларов в месяц, аналогичную зарплату он получает на телеканале «Россия-1».
Спустя несколько месяцев, говоря об уходе с «Первого канала», сам Малахов заявил, что руководство телеканала даже после того, как он стал популярным, продолжало видеть в нём «мальчика, подающего кофе», а не «человека, не только умеющего что-то делать ещё, но и несущего золотые яйца для канала», что и стало причиной смены места работы.

### ВГТРК / «Россия-1» (с 2017)
16 августа 2017 года «РИА Новости» сообщили, что Андрей Малахов переходит в ВГТРК на телеканал «Россия-1» и будет там вести ток-шоу «Прямой эфир» вместо Бориса Корчевникова, у которого заканчивается контракт из-за его перехода на православный телеканал «Спас». Кроме того, по словам источника «РИА Новостей», Малахов будет не только ведущим, но и сопродюсером ряда проектов.
21 августа в интервью различным СМИ Малахов подтвердил переход на ВГТРК, заявив о том, что будет не только ведущим программы «Андрей Малахов. Прямой эфир», но и её продюсером.
25 августа 2017 года прошёл первый выпуск «Прямого эфира» с Андреем Малаховым. Последний пригласил в программу предшественника Бориса Корчевникова, темой эфира был «откровенный разговор» двух ведущих — бывшего и будущего. Ток-шоу выходило в течение 5 лет до конца февраля 2022 года.
С 22 октября по 9 декабря 2017 года — ведущий телеигры «Стена».
В ноябре 2017 года стало известно о том, что к производству готовится субботняя программа, схожая с шоу «Сегодня вечером», которое вёл Малахов на «Первом канале». Она получила название «Привет, Андрей!», её премьера состоялась 16 декабря 2017 года.
С новогодней ночи-2018 Малахов является одним из ведущих «Голубого огонька на Шаболовке».
30 сентября 2018 года Малахов и его жена Наталья Шкулёва стали героями программы «Когда все дома» с Тимуром Кизяковым, который совершил аналогичный переход (с «Первого канала» на «Россию-1») почти одновременно с Андреем Малаховым. Тем не менее, разговор был сосредоточен на семейной жизни Малахова, нежели на его карьере телеведущего.
Вместе с Марией Ситтель, Еленой Кирик и Василием Головановым был заявлен как ведущий телемоста «Надо поговорить», организованного телеканалами «Россия-1» и «NewsOne» и намеченного на 12 июля. Проект вызвал критику со стороны официальных ведомств и большей части украинских политиков и общественности (они называли этот телемост попыткой сориентировать электорат Юго-Востока Украины в пользу партии «Оппозиционная платформа — За жизнь», фактическим лидером которой является Виктор Медведчук, фактический владелец «NewsOne»), включая президента Владимира Зеленского (назвавшего его «дешёвым, но опасным пиар-ходом перед выборами»). На следующий день после анонса NewsOne объявил об отмене телемоста из-за «массовых информационных атак» и угроз в адрес себя и своих сотрудников. 12 июля состоялся эфир программы, проведённый силами только российской стороны: большая её часть была посвящена рассказам о советском прошлом и призывам к восстановлению «дружбы» России и Украины без упоминания негативных сторон в отношениях двух стран (события в Крыму, на Донбассе, находящиеся в России украинские политзаключённые). На следующий день Малахов был включён в базу сайта «Миротворец» за «сознательное участие в информационно-пропагандистской провокации России».
С 5 апреля 2020 по 20 марта 2022 года — ведущий шоу «Танцы со звёздами».
С 27 марта 2022 года — ведущий и продюсер музыкально-развлекательного шоу «Песни от всей души».
Также Малахов ведёт различные концерты, транслируемые телеканалом «Россия-1», как ранее было на «Первом канале».

### На других телеканалах
В 2007 году в паре с Тиной Канделаки провёл один выпуск концертной программы «Хорошие песни» на СТС (эфир состоялся 20 января).
В 2008 году в паре с Анной Седоковой вёл шоу на украинском телевидении «Телезвезда-Суперзвезда» (телеканал «Украина»).
С 2009 по 2010 год Малахов являлся колумнистом программы «Инфомания» на СТС.
В мае-июне 2012 года совместно с Андреем Пальчевским провёл несколько первых выпусков ток-шоу «Про життя» (украинский аналог «Пусть говорят») на телеканале «Интер».

## Фильмография
Снимался в клипах Наташи Королёвой «Сиреневый рай» и Анны Седоковой «Привыкаю».
Принимал участие в роли камео (самого себя) в следующих фильмах и сериалах:
- 2005 — Молоды и счастливы
- 2006 — Капитанские дети
- 2007 — Нулевой километр
- 2007 — Счастливы вместе («Мисс Сочи каждого хочет»)
- 2008 — Индиго
- 2009 — Папины дочки (154 серия)
- 2010 — Одна за всех
- 2010 — На ощупь
- 2011 — Свадьба по обмену
- 2015 — Воронины (347 серия)
- 2015 — Самый лучший день
- 2016 — День до
- 2017 — Кухня: Последняя битва
- 2018 — Золушка
- 2019 — Холоп
- 2020 — Чума!
- 2023 — Куплю актрису (1 серия)
- 2024 — Холоп 2
- 2024 — Непослушники

## Работа в рекламе
- Линзы для очков Crizal (2017)[73]
- СберМаркет х METRO (2021)[74]

## Награды и премии
- Медаль ордена «За заслуги перед Отечеством» II степени (27 ноября 2006 года) — за большой вклад в развитие отечественного телерадиовещания и многолетнюю плодотворную деятельность[75]
- Премия «ТЭФИ—2005» в номинации «Ведущий развлекательной программы» за программу «Пять вечеров» («Первый канал»)[76]
- Премия «ТЭФИ—2018» в номинации «Ведущий развлекательного ток-шоу прайм-тайма» категории «Вечерний прайм» за программу «Привет, Андрей!» («Россия-1»)[77]
- Золотая медаль имени Льва Николаева (2017)[78]
- Орден Дружбы (11 июля 2021 года) — за большой вклад в развитие средств массовой информации и многолетнюю плодотворную деятельность[79][80]
- Премия Правительства Российской Федерации в области средств массовой информации (27 декабря 2022 года) — за большой вклад в развитие отечественного телерадиовещания и многолетнюю плодотворную деятельность[81]

## Критика
24 марта 2011 года в программе «Пусть говорят» был затронут конфликт между администрацией интерната для детей с инвалидностью и волонтёрскими организациями. После выпуска правозащитники, выступавшие в программе на стороне детей, направили открытое письмо Константину Эрнсту с протестом в адрес Андрея Малахова. Ведущий был обвинён в попытке создать себе пиар и побольше заработать на детской проблеме. Под письмом подписались ряд известных педагогов. Цитата из письма:

«Андрей Малахов настойчиво игнорировал любые попытки говорить о положении детей, живущих в интернатах, о причинах того, что дети, живущие в групповой системе ухода, отстают в развитии и физических показателях, чаще умирают. При этом он активно поддерживал стычки с взаимными оскорблениями и переходом на личности между представителями интерната и волонтёрами».
Журналист радиостанции «Свобода» Елена Рыковцева так отзывается об Андрее Малахове:

«...на прошедшей [в 2005 году] церемонии ТЭФИ Андрей Малахов получил этот приз признания Академии. Получил за своё шоу «Пять вечеров» — милое, взвешенное, и даже становящееся серьёзным шоу, получил заслуженно. <...> Сегодня, однако, Малахов и у широкой публики, и у телевизионных критиков ассоциируется в первую голову с передачей «Пусть говорят». Она попирает любые, самые рудиментарные представления о морали. Так что вручение «ТЭФИ» Малахову невольно воспринимается как признание пошлости».
Аналогичное мнение высказывается и на страницах газеты «Известия» от 21 ноября 2005 года.
10 сентября 2012 года была показана программа «Пусть говорят», героем которой стал поэт Илья Резник. Он не смог прийти на передачу, но Малахов пообещал ему, что всё пройдёт спокойно и без скандалов. В программе Резника неоднократно обвиняли в плохих поступках, зачастую бездоказательно. В результате после просмотра программы у Резника случился инфаркт. Малахов безосновательно обвинил его в симуляции. Адвокат Резника заявил о том, что против программы будет подан судебный иск.